# Kaspar Förster
Kaspar Förster   (Gdańsk, febrer 1616 - Gdańsk, 2 de febrer de 1673) fou un cantant i compositor alemany.
Förster va estudiar música amb el seu pare Kaspar (1574-1652) i després amb Marco Scacchi a Varsòvia. Va cantar com a baix i va dirigir cors a la cort polonesa de Varsòvia des de 1638 fins a aproximadament 1643, després va servir com a mestre de capella a Frederic III de Dinamarca a Copenhaguen entre 1652 i 1655. El 1655, va esclatar una guerra entre Dinamarca i Suècia, i Förster va tornar a Danzig, treballant com a cantor a la Marienkirche. Va tornar a l'ocupació de Frederik de 1661 a 1667. Durant aquest temps va visitar Venècia diverses vegades i va tenir un paper important per portar aspectes de l'estil musical italià al nord d'Europa. També va estudiar amb Giacomo Carissimi a la dècada de 1660. Al final de la seva vida, va treballar breument a Hamburg abans de tornar al seu lloc natal.
Les obres supervivents de Förster són sobretot cantates sagrades per a tres veus, amb dos violins i continu. Uns 35 sobreviuen, i sovint contenen parts baixes molt baixes i difícils. Entre les altres obres inclouen dos oratoris, sis sonates de trio i quatre cantates seculars.

## Enregistraments
- Il Tempo Ensemble; Kaspar Förster; Paula Chateauneuf; Ol'ha Pasichnyk; Marta Boberska; Kai Wessel (1999). Vanitas Vanitatum. Accord (CD Label). OCLC 47727186.